# Mitú
Mitú là một khu tự quản thuộc tỉnh Vaupés, Colombia. Thủ phủ của khu tự quản Mitú đóng tại Mitú Khu tự quản Mitú có diện tích 16460 ki lô mét vuông. Đến thời điểm ngày 28 tháng 5 năm 2005, khu tự quản Mitú có dân số 9596 người.